# Fontaine-les-Grès
Fontaine-les-Grès é uma comuna francesa na região administrativa de Grande Leste, no departamento de Aube. Estende-se por uma área de 12,16 km². Em 2010 a comuna tinha 892 habitantes (densidade: 73,4 hab./km²).